# 시얀다 줄루
시얀다 줄루(Siyanda Xulu, 1991년 12월 30일 ~ )는 남아프리카 공화국의 축구 선수로, 현재 남아프리카 공화국 프리미어 사커 리그의 클럽인 슈퍼스포트 유나이티드 FC에서 뛰고 있다. 포지션은 센터백이다.